# 케일리 디퍼
케일리 디퍼(Kaylee DeFer, 1986년 9월 23일 ~ )는 미국의 배우이다. 그녀는 The CW 채널의 10대 드라마 텔레비전 시리즈 가십걸에서 아이비 디킨스 역할로 잘 알려졌다.

## 젊은 시절
디퍼는 애리조나주의 투손에서 태어났다. 그녀는 푸쉬 리지 크리스천 아카데미와 데저트 크리스천 학교에 다녔다.
2003년에 그녀는 연기 경력을 추구하기 위해 캘리포니아주의 로스앤젤레스로 이사를 갔다.